# August Bebel
Ferdinand August Bebel (n. 22 februarie 1840, Deutz⁠(d), Regatul Prusiei, Imperiul German – d. 13 august 1913, Passugg⁠(d), cantonul Graubünden, Elveția) a fost un politician socialist, scriitor și orator german. El este cunoscut mai ales ca unul dintre fondatorii Partidului Social Democrat al Muncitorilor din Germania (SDAP) în 1869, care în 1875 a fuzionat cu Asociația Generală a Muncitorilor Germani în Partidul Muncitorilor Socialiști din Germania (SAPD). În timpul represiunii declanșate după elaborarea legilor antisocialiste, Bebel a devenit personaj de frunte al mișcării social-democrate din Germania și din 1892 până la moartea sa a îndeplinit funcția de președinte al Partidului Social Democrat din Germania.

## Biografie

### Primii ani
Ferdinand August Bebel, cunoscut mai ales cu prenumele său mijlociu, s-a născut pe 22 februarie 1840, în Deutz (Germania), care face parte acum din orașul Köln. El era fiul unui subofițer prusac în Infanteria Prusacă, originar din orașul Ostrowo din provincia Posen și s-a născut în cazarma militară.
În tinerețe Bebel și-a făcut ucenicia la Leipzig în meseriile de dulgher și tâmplar. La fel ca majoritatea muncitorilor germani din acea vreme, el a călătorit mult în căutare de lucru și astfel a putut cunoaște în mod direct dificultățile cu care se confruntă zilnic oamenii muncii.
La Salzburg, unde a locuit pentru un timp, s-a alăturat unui club al muncitorilor romano-catolici. Se afla în Tirol în 1859 și s-a oferit voluntar pentru a lupta în războiul cu Italia, dar a fost respins; el a fost respins și în propria țară ca inapt fizic pentru serviciul militar.
În 1860 s-a stabilit la Leipzig ca meșter strungar. S-a alăturat mai multor organizații muncitorești. Deși era inițial un adversar al socialismului, Bebel a fost atras treptat de ideile socialiste prin pamfletele lui Ferdinand Lassalle, care a popularizat ideile lui Karl Marx. În 1865 a intrat sub influența lui Wilhelm Liebknecht și ulterior s-a alăturat pe deplin cauzei socialiste.

### Cariera politică

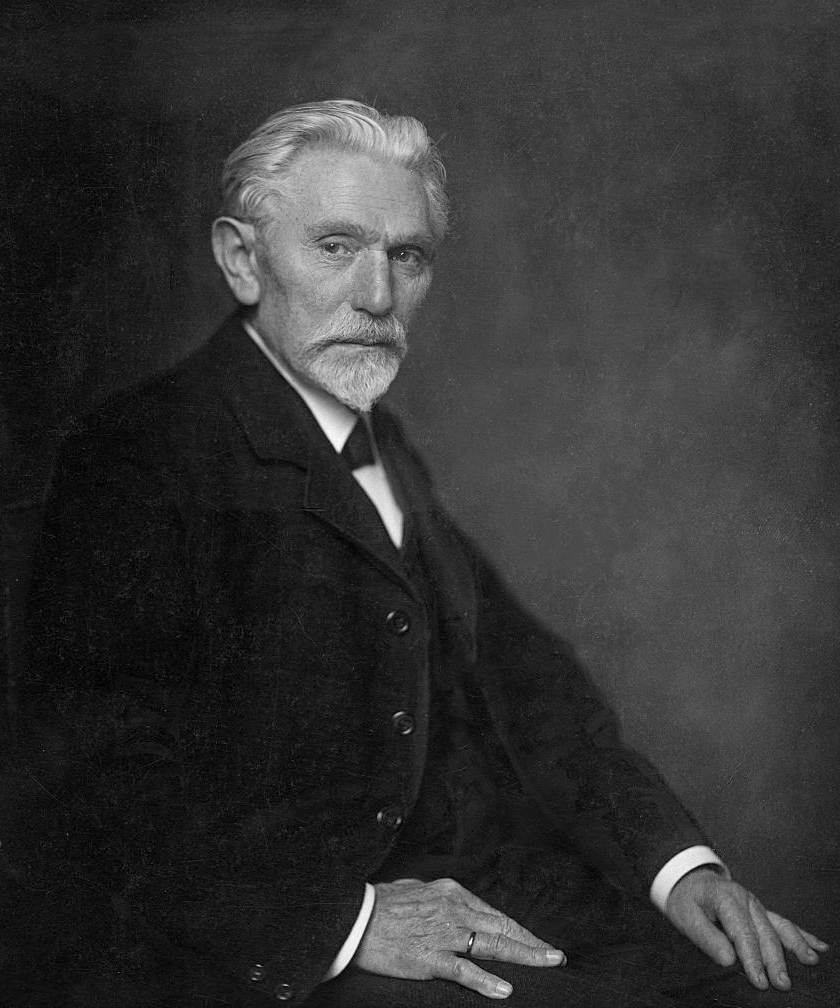
August Bebel c. 1910

După moartea lui Lassalle, Bebel s-a aflat printre socialiștii care au refuzat să-l urmeze pe noul lider al partidului Johann Baptist von Schweitzer la Conferința de la Eisenach din 1867, acțiune care a făcut ca membrii acestei facțiuni marxiste să fie numiți „eisenachiști”. Împreună cu Liebknecht, el a fondat Sächsische Volkspartei („Partidul Popular Saxon”). Bebel a fost, de asemenea, președinte al Uniunii Asociațiilor Muncitorești Germane din 1867 și membru al Internaționalei I.
Bebel a fost ales în același an ca reprezentant al Saxoniei în Reichstagul Germaniei de Nord.
În 1869 a contribuit la fondarea Partidului Social Democrat al Muncitorilor din Germania (SDAP), care mai târziu a fuzionat cu o altă organizație în 1875 pentru a forma Partidul Muncitorilor Socialiști din Germania (SAPD), care la rândul său a devenit Partidul Social Democrat din Germania (SPD) în anul 1890.
Marele talent organizatoric și puterea oratorică a lui Bebel l-au făcut rapid unul dintre liderii socialiștilor și purtătorul lor de cuvânt în parlament. El a rămas membru al Parlamentului Germaniei de Nord, iar mai târziu a devenit membru în Reichstagul Imperiului German până la moartea sa, cu excepția perioadei 1881-1883. El a reprezentat succesiv districtele Glauchau-Meerane, Dresda, Strassburg și Hamburg. Mai târziu a devenit președinte al SPD. Fiind un susținător al principiilor marxiste, el s-a aflat în opoziție cu anumite facțiuni ale partidului său.
În 1870 a ținut un discurs în parlament împotriva continuării războiului cu Franța. Bebel și Liebknecht au fost singurii membri care nu au votat subvențiile extraordinare necesare pentru războiul cu Franța. Bebel a fost singurul socialist care a fost ales în Reichstag în 1871 și s-a folosit de această poziție pentru a protesta împotriva anexării Alsaciei și Lorenei și a-și exprima simpatia deplină cu Comuna din Paris. Cancelarul german Otto von Bismarck a afirmat ulterior că acest discurs al lui Bebel e o „rază de lumină” care arată că socialismul era un dușman care trebuie zdrobit. Acuzați pe nedrept de a fi în cârdășie cu francezii, de a fi participat la o conspirație pentru eliberarea prizonierilor de război francezi din Germania și de a-i conduce într-un atac antigerman din spatele frontului, Bebel și Liebknecht au fost arestați pentru înaltă trădare, dar urmărirea penală nu a mai fost realizată din lipsă de probe.
Nedorind eliberarea unor adversari importanți ai efortului de război, inamicii lor i-au acuzat în 1872 pe Bebel și Liebknecht de propovăduire a unor doctrine periculoase și de complot împotriva statului. Cei doi au fost condamnați la doi ani de Festungshaft (încarcerare într-o cetate), care a avut loc în celebra fortăreață Königstein. Pentru insultarea împăratului german, Bebel a fost condamnat suplimentar la nouă luni de închisoare. Această încarcerare i-a sporit prestigiul lui Bebel în cadrul partidului și al publicului larg.
În 1874 Bebel și-a luat un partener și a fondat o mică fabrică de nasturi, lucrând ca agent de vânzări, dar în 1889 a renunțat la afaceri pentru a se dedica în întregime activității politice. În 1868 a avut legături cu conducerea ziarului Volksstaat („Statul poporului”) din Leipzig și în 1891 cu cea a ziarului Vorwärts („Înainte”) din Berlin.
După eliberarea sa din închisoare, el a contribuit la organizarea, la congresul de la Gotha, a partidului unit al social-democraților, care se formase în timpul detenției sale. După elaborarea Legii antisocialiste a desfășurat o activitate intensă în cadrul dezbaterilor din Reichstag, și a fost ales, de asemenea, membru al Parlamentului Saxoniei; când starea de asediu a fost proclamată în Leipzig el a fost expulzat din oraș, iar în anul 1886 a fost condamnat la nouă luni de închisoare pentru că a făcut parte dintr-o societate secretă.
În ședințele de partid din 1890 și 1891, politicile lui Bebel au fost atacate cu asprime mai ales de extremiști, socialiștii „tineri” din Berlin, care doreau să abandoneze acțiunea parlamentară; Bebel a obținut o victorie în confruntarea cu aceștia. Pe de altă parte, el a fost implicat într-o ceartă cu Volmar și adepții săi, care doreau renunțarea la îndeplinirea completă a idealului socialist și au susținut că politica partidului trebuie să vizeze ameliorarea graduală a societății și nu răsturnarea ei. Acest conflict de tendințe a continuat, iar Bebel a ajuns să fie privit drept principalul exponent al politicii tradiționale a partidului marxist. Deși era adversar puternic al militarismului, a declarat public că națiunile străine care ar ataca Germania nu trebuie să se aștepte la ajutorul sau la neutralitatea social-democraților. În 1911, pe fondul tensiunilor în creștere între puterile europene, Bebel a prezis public un viitor mare război cu milioane de soldați ce vor lupta unii împotriva altora, urmat de un colaps economic, „faliment în masă, mizerie, șomaj în masă și foamete mare”.

### Opinii pacifiste sau referitoare la conflictele de clasă
Bebel s-a evidențiat prin denunțarea maltratării soldaților de către ofițeri și tot mai frecvent de către subofițeri. Eforturile sale în această chestiune au fost puternic încurajate atunci când regele Albert al Saxoniei a emis un decret cu privire la maltratarea soldaților din contingentul saxon, atacând guvernul imperial care a încercat insistent să nege sau să explice cazurile invocate de Bebel.

Vorbind în fața Reichstag-ului, Bebel a criticat războiul purtat pentru zdrobirea Răscoalei boxerilor din China în 1900, spunând:
„Nu, aceasta nu este o cruciadă, nu este un război sfânt; este un război ordinar de cucerire... O campanie de răzbunare atât de barbară cum nu a fost văzută niciodată în ultimele secole și nici măcar în întreaga istorie... nu doar împotriva hunilor, dar nici măcar împotriva vandalilor... Nu este o luptă ceea ce trupele germane și ale altor puteri străine, împreună cu trupele japoneze, au făcut în China…”
Bebel a devenit celebru, de asemenea, pentru indignarea sa la adresa știrii că germanii au maltratat populația indigenă din colonia germană din Africa de Sud-Vest, în special națiunea Herero. În 1904, după o revoltă a populației Herero oameni care fusese alungată de pe pământurile lor pentru a face loc coloniștilor germani, guvernul a declanșat un genocid la adresa populațiilor Herero și Namaqua pentru a zdrobi revolta. Partidul Social Democrat din Germania a devenit, astfel, singurul partid din Reichstag care s-a opus creșterii cheltuielilor coloniale și într-un discurs ținut în martie 1904 Bebel a catalogat politica dusă în Africa de Vest Germană ca „nu numai barbară, dar și bestială”. Această poziție publică a făcut ca o parte a presei germane contemporane să-l denumească „Der hereroische Bebel” (Coburger Zeitung, 17 ianuarie 1904). Bebel nu a fost descurajat; mai târziu, el a continuat să se opună teoriilor ierarhiei rasiale și purității rasiale.
Cartea Femei și Socialism a lui Bebel a fost tradusă în limba engleză de Daniel DeLeon din Partidul Socialist al Muncii din America ca Woman under Socialism. Ea a avut un rol proeminent în controversa Connolly-DeLeon după ce James Connolly, pe atunci membru al PSL, a denunțat-o ca o carte „cvasi-lascivă” care i-ar respinge pe potențialii recruți ai mișcării socialiste. Cartea conținea un atac la instituția căsătoriei pe care Bebel a identificat-o cu una dintre cele mai extreme forme de socialism. În prefața la traducerea lui DeLeon, Femeia în socialism, DeLeon s-a distanțat de la Bebel la acest moment, considerând că monogamia era cea mai dorită formă de organizare socială.

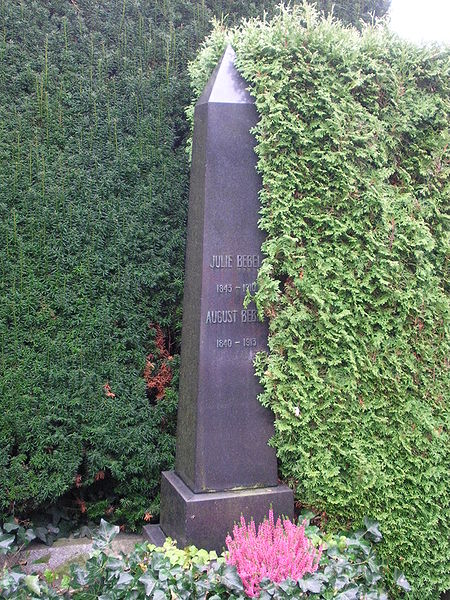
Piatra funerară a lui Bebels din cimitirul Sihlfeld din Zürich

### Moartea și moștenirea
August Bebel a murit pe 13 august 1913 în urma unui atac de cord suferit în timpul unei vizite la un sanatoriu din Passugg, Elveția. El avea vârsta de 73 de ani în momentul morții. Trupul său a fost îngropat la Zürich.
La momentul morții sale, Bebel a fost elogiat de liderul marxist rus Vladimir Lenin ca un „conducător model al muncitorilor”, care s-a dovedit capabil să „se rupă de propriul drum” de muncitor obișnuit pentru a deveni un lider politic ce a luptat pentru un „sistem social mai bun”.
Bine-cunoscutul proverb „Antisemitismul este socialismul proștilor” („Der Antisemitismus ist der Sozialismus der dummen Kerle”) îi este frecvent atribuit lui Bebel, dar a fost rostit, probabil, de democratul austriac Ferdinand Kronawetter; el a început să fie folosit de social-democrații germani prin anii 1890.
Bebel, împreună cu Karl Marx, Friedrich Engels și Ferdinand Lassalle, a fost unul dintre conducătorii socialiști reprezentați în basoreliefurile de pe fațada clădirii The Forward, construită în 1912 ca sediu central al ziarului socialist de limbă idiș din New York.

## Scrieri în limba engleză
- Women in the Past, Present, and Future. London: Reeves, 1885. US Edition: San Francisco: G. Benham, 1897.
- Assassinations and Socialism: From a Speech by August Bebel, Delivered at Berlin, 2 noiembrie 1898. New York: New York Labor News Co., n.d. [c. 1899].
- Beber. New York: International Publishers, 1901.
- Socialism and the German Kaiser: Two Speeches. With Georg Heinrich von Vollmar. London: Clarion Press, 1903.
- Women Under Socialism. New York: New York Labor News Co., 1904. New translation: Women and Socialism. New York: Socialist Literature Co., 1910.
- Trade Unions and Political Parties. Milwaukee: Social-Democratic Publishing Co., 1906.
- Bebel's Reminiscences. New York: Socialist Literature Co., 1911.
- The Intellectual Ability of Women. New York: Cooperative Press, n.d. [c. 1912].
- My Life. London: T. Fisher Unwin, 1912.
- Speeches of August Bebel. New York: International Publishers, 1928.